# ريتشارد جي. لونش
ريتشارد جي. لونش هو سياسي أمريكي، ولد في 11 يونيو 1921، وتوفي في 30 مايو 1997. انتخب عضو جمعية ولاية ويسكونسن ‏.